# Vaterpolski klub Croatia
Vaterpolski klub Croatia je vaterpolski klub iz Turnja.
Klupsko sjedište je na adresi Turanj.
Svoje susrete igra na otvorenom bazenu te stoga sudjeluje igra samo ljetna službena natjecanja.

## Povijest
VK Croatia je osnovana 1949. godine. 
Klub je do danas (veljača 2008.) uglavnom djelovao u nižim ligama, a redovitost u ligaškim natjecanjima je bila u valovima: prvi niz je bio do 1965., kada slijedi pad u aktivnosti kluba sve do '70-ih, kada klub opet oživljava, i klub dolazi do republičke lige, u kojoj se Croatia odmjeravala i s bivšim državnim prvakom, splitskim Mornarom.
Uslijedio je veliki polet s vaterpolom, što je rezultiralo i pojavom održavanja republičkih turnira za više dobnih kategorija, a velikog udjela u tome je imalo poznato hrvatsko vaterpolsko ime, Zlatko Šimenc. Ovo zlatno doba turanjskog vaterpola je trajalo do polovice '80-ih, kada materijalna oskudica umrtvljiva vaterpolsku živost Croatie.
Novo oživljavanje se događa 1994.
Veliku počast ovom malom klubu je na njegovih pola stoljeća postojanja je 1999. i obilježila hrvatska vaterpolska reprezentacija, koja je počastila Croatiu gostovanjem u Turnju i davanjem prigode Croatijinim igračima sudjelovati u susretu u kojem su se odmjerili dva sastava hrvatske reprezentacije.

## Vanjske poveznice
http://vkcroatia.hr/  Arhivirana inačica izvorne stranice od 18. veljače 2008. (Wayback Machine)